# العلاج التفاعلي بين الوالدين والطفل
العلاج التفاعلي بين الوالدَين والطفل هو تداخل طورته شيلا إيبيرغ (1988) لعلاج الأطفال الذين تتراوح أعمارهم بين 2 و7 سنوات والذين يعانون من مشاكل سلوكية مزعجة. العلاج التفاعلي بين الوالدَين والطفل هو علاج قائم على الأدلة يُطبّق على الأطفال الصغار الذين يعانون من اضطرابات سلوكية وعاطفية، ويركز على تحسين جودة العلاقة بين الوالدَين والطفل وتغيير أنماط التفاعل بينهما.
يعتبر السلوك المدمر أو التخريبي السبب الأكثر شيوعًا لإحالة الأطفال الصغار إلى خدمات الصحة العقلية، وقد تختلف حالة الطفل من مخالفات بسيطة نسبيًا مثل الرد على الكلام إلى أفعال عدوانية كبيرة. تُصنَّف اضطرابات السلوك التخريبي الأكثر علاجًا إلى اضطراب المعارض المتحدي واضطراب السلوك، ويعتمد ذلك على شدة سلوك الطفل وطبيعة المشكلة الحالية. غالبًا ما تتزامن هذه الاضطرابات مع اضطراب فرط الحركة ونقص الانتباه، ويستخدم مزيجًا فريدًا من العلاج السلوكي والعلاج باللعب وتدريب الوالدَين لتعليم تقنيات انضباط أكثر فعالية وتحسين العلاقة بين الوالدَين والطفل.
تُجرى جلسات العلاج التفاعلي بين الوالدَين والطفل عادةً مرة واحدة في الأسبوع، مدة الجلسة ساعة واحدة، ويُجرى 10 إلى 14 جلسة إجمالًا وتتكون من مرحلتين علاجيتين: التفاعل الموجه إلى الطفل والتفاعل الموجه إلى الوالدَين. يركز مكون التفاعل الموجه إلى الطفل على تحسين جودة العلاقة بين الوالدَين والطفل، مما سيساعد على تعزيز التغييرات السلوكية. يضع ذلك الأساس لمرحلة التفاعل الموجه إلى الوالدَين، والتي تستمر في تشجيع اللعب المناسب مع التركيز أيضًا على نهج منظم ومتسق للانضباط.

## تاريخيًا
وجهت العديد من النظريات فكرة العلاج التفاعلي بين الوالدَين والطفل، بما في ذلك نظرية التعلق، ونظرية التعلم الاجتماعي، ونظرية أساليب التنشئة الأبوية.

### نظرية التعلق
وفقًا لنظرية التعلق التي وضعها أينسوورث، فإن «الأبوة الحساسة والمستجيبة» خلال مرحلة الرضاعة والطفولة المتوسطة تحفز الطفل على تطوير توقعاته بأن احتياجاته يمكن تلبيتها من قبل الوالدَين. وهكذا يعمل الآباء الذين يظهرون لأطفالهم الصغار قدرًا أكبر من الدفء والاستجابة والحساسية لاحتياجاتهم على تعزيز الشعور بالأمان الذي يمكنهم تطبيقه لاحقًا على العلاقات مع الآخرين. ويساعد ذلك أيضًا في تنظيم المشاعر بشكل أكثر فعالية. يعتبر الأطفال الذين يُحالون إلى العيادات بسبب سلوكيات عدوانية أكثر عرضة من الأطفال الذين لا يُحالون للشعور بالضيق عند الانفصال عن الوالدَين ولإظهار مؤشرات الارتباط غير الآمن بوالديهم.
يُطبق مكون التفاعل الموجه إلى الطفل نظرية التعلق من خلال هدفه المتمثل في «إعادة هيكلة العلاقة بين الوالدَين والطفل وتوفير ارتباط آمن للطفل». يستفيد هذا المكون من فكرة أن الآباء لهم تأثير كبير على سلوك أطفالهم، خاصة خلال سنوات ما قبل المدرسة المبكرة. فهي فترة حرجة يكون الأطفال فيها أكثر استجابة لوالديهم وأقل استجابة للمؤثرات الأخرى مثل المعلمين أو الأقران.

### نظرية التعلم الاجتماعي
تشير نظرية التعلم الاجتماعي إلى أنه يمكن تعلم السلوكيات الجديدة من خلال مشاهدة وتقليد سلوكيات الآخرين. يتوسع باترسون (1975) في هذا الأمر ويقترح أن المشكلات السلوكية لدى الأطفال «تحدث أو يُحافَظ عليها عن غير قصد نتيجة اختلال التفاعلات بين الوالدَين والطفل». قد تحدث «دورة تفاعل قسرية» بين الوالدَين والطفل، إذ يحاول كل منهما التحكم في سلوك الآخر. تُعزز سلوكيات مثل الجدال والعدوان لدى الأطفال من خلال سلوكيات الوالدَين، وتتعزز سلوكيات الوالدَين السلبية لاحقًا من خلال سلوكيات الطفل السلبية. يستهدف مكون التفاعل الموجه إلى الوالدَين هذه الدورة على وجه التحديد من خلال إنشاء سلوكيات أبوية متسقة تشجع السلوك المرغوب لدى الأطفال.

### نظرية أساليب التنشئة الأبوية
وفقًا لنظرية أساليب التنشئة الأبوية لديانا بومريند يؤدي أسلوب التنشئة السلطوي إلى النتائج الأكثر صحة للأطفال الذين ينتقلون إلى مرحلة المراهقة. يجمع هذا الأسلوب بين التفاعلات سريعة الاستجابة والمفيدة مع التواصل الواضح والانضباط الصارم. يكون تأثير هذه النظرية واضحًا في مرحلة التفاعل الموجه إلى الوالدَين، إذ يتعلم الآباء استخدام الأوامر المباشرة لزيادة السلوك المرغوب، إلى جانب السلوكيات الإيجابية والتربوية الأخرى.